# Haemanthus barkerae
Haemanthus barkerae là một loài thực vật có hoa trong họ Amaryllidaceae. Loài này được Snijman mô tả khoa học đầu tiên năm 1981.